# Uniwersum Diuny
Uniwersum Diuny – fantastyczny świat przedstawiony w cyklu sześciu powieści Kroniki Diuny (1965–1985) Franka Herberta, na który składają się powieści fantastycznonaukowe Diuna (1965), Mesjasz Diuny (1969), Dzieci Diuny (1976), Bóg Imperator Diuny (1981), Heretycy Diuny (1984), Diuna: Kapitularz (1985).
Cykl rozbudował jego syn Brian Herbert wraz z Kevinem J. Andersonem. Rozwinęli oni wątki dot. Dżihadu Butleriańskiego (w serii książek zwanych Legendy Diuny) oraz zakończyli serię Franka Herberta przekształcając niedokończoną tzw. Diunę 7 w dwie powieści; Łowcy z Diuny (2006) oraz Czerwie z Diuny (2007).
Akcja powieści Diuna toczy się w bardzo odległej przyszłości, w przybliżeniu w 24. tysiącleciu. Ludzkość zamieszkuje tysiące planet w całej Galaktyce. Istniejący system społeczno-polityczno-ekonomiczny został ukształtowany w czasach Butleriańskiego Dżihadu (ok. 10 400 lat wcześniej) – trwającej prawie 100 lat wielkiej wojny ludzi z myślącymi maszynami.

## Polityka i ekonomia
Stabilność polityczna oparta była na równowadze pomiędzy trzema siłami: Imperatorem, Landsraadem a KHOAM (wszechświatową kompanią eksploatacyjną). Do ważniejszych graczy na politycznej arenie zaliczyć trzeba także Gildię Kosmiczną (posiadającą monopol na podróże kosmiczne), żeński zakon Bene Gesserit, Tleilxan oraz Ixan. W czasach Diuny polityka i ekonomia były w głównej mierze podporządkowane jednej umownej zasadzie: Przyprawa musi płynąć.

### Imperator
Padyszach Imperator był władcą całego znanego Wszechświata. Jego siła opierała się na legionach sardaukarów – najlepiej wyszkolonych i najbardziej bezwzględnych żołnierzy, jakich znał Wszechświat. Od wieków władzę imperatorską sprawował ród Corrinów – potomków przywódców zwycięskich sił w bitwie pod Corrinem (największej bitwy Dżihadu Butleriańskiego). Podlegał jedynie Landsraadowi.

### Landsraad
Władzę nad poszczególnymi planetami sprawowały rody (ang. house). Rody dzieliły się na niskie – stale sprawujące władzę nad pojedynczymi planetami i układami planetarnymi i wysokie – zarządzające imperialnym lennem. Do najbardziej znanych rodów należały walczące ze sobą od wieków rody Atrydów i Harkonnenów. Każdy ród miał swoje przedstawicielstwo w Landsraadzie – organizacji nadzorującej przestrzeganie przez rody kodeksu reguł. Reguły określały sposób prowadzenia sporów przez rody, w tym reguł kanly – sformalizowanej zemsty, a także zmiany rodu zarządzającego lennem. Akcja powieści rozpoczyna się w okresie, kiedy ród Harkonnenów ma przekazać pieczę nad planetą Arrakis (zwaną również Diuną) rodowi Atrydów. Landsraad był również odpowiedzialny za kontrolę nad zasobami broni atomowej, której posiadanie i używanie były bardzo mocno ograniczone. Sprzeciw rodu wobec Landsraadu narażał ród na wygnanie lub zniszczenie przy pomocy arsenału broni jądrowej. Innym powodem istnienia Landsraadu jest ochrona przed Imperatorem:
- Czego najbardziej boją się wysokie rody Landsraadu? – zapytał Paul. – Najbardziej boją się tego, co właśnie dzieje się tu, na Arrakis: że sardaukarzy wytłuką je po kolei. Dlatego właśnie istnieje Landsraad. To spoiwo Wielkiej Konwencji. Tylko razem mogą się przeciwstawić siłom Imperialnym.
Każdy z wysokich rodów posiadał własny język walki – sztuczny język stworzony dla potrzeby komunikacji podczas wojny bez ryzyka podsłuchania przez wroga.

#### Wysokie Rody
W powieści występuje kilka Wysokich Rodów, biorących udział w obradach Landsraadu:
- Ród Atrydów
- Ród Harkonnenów
- Ród Corrinów
- Ród Richese
- Ród Vernius
- Ród Terano[3]
- Ród Mutellich[3]
- Ród Ekazów[3]
- Ród Dyvetzów[3]
- Ród Kanidarów[3]
- Ród Venette’ów[4]

### Gildia Kosmiczna
Gildia Kosmiczna była organizacją sprawującą monopol nad podróżami kosmicznymi. Monopol ten wynikał z prostego faktu – nawigatorzy i sternicy Gildii byli jedynymi istotami potrafiącymi prowadzić olbrzymie statki kosmiczne (patrz Szkoły). Gildia była z zasady apolityczna, formalnie posiadała jednak prawo weta. W praktyce dzięki monopolowi nic nie działo się bez wiedzy i poparcia Gildii.

### KHOAM
KHOAM: akronim utworzony z nazwy Konsorcjum Honette Ober Advancer Mercantiles – wszechświatowej korporacji eksploatacyjnej kierowanej przez Imperatora i wysokie rody z Gildią i Bene Gesserit jako cichymi wspólnikami. Znaczenie polityczne KHOAM było ogromne:
KHOAM stanowiło klucz do bogactwa – wykorzystując mandat, każdy szlachetny ród ciągnął z kas kompanii, ile się dało. Mandaty KHOAM były rzeczywistym potwierdzeniem politycznego znaczenia w Imperium, przemijającego wraz z utratą głosów w Landsraadzie.
-- Feyd-Rautha (myśli)
Frank Herbert wspomina także o dominującej roli Imperatora w mandatach kompanii – „Imperator ze swoimi przyjaciółmi ma obecnie 59,65% głosów”, a więc kontroluje większość udziałów. Resztą dzielą się inne Wysokie Rody.
W Imperium jako waluty używano tzw. solaris, których siłę nabywczą co 400 lat ustalały negocjacje pomiędzy Gildią, Landsraadem i Imperatorem. Był to jedyny oficjalny środek płatniczy, choć faktyczną majętność Rodu określał mandat KHOAM, a później zasoby melanżu (szczególnie w czasach Boga Imperatora).

## Szkoły
Wielkie szkoły były organizacjami powstałymi po Dżihadzie Butleriańskim. Ich celem było początkowo zapełnienie luki powstałej po zniszczeniu myślących maszyn poprzez rozwinięcie w niewyobrażalnym stopniu ludzkich zdolności. Z czasem niektóre z nich przerodziły się w potężne organizacje, które odgrywały znaczącą rolę na arenie politycznej i ekonomicznej Wszechświata.

### Gildia Kosmiczna
Najpotężniejsza ze szkół, dzięki monopolowi na podróże kosmiczne. Nawigatorzy Gildii byli jedynymi istotami potrafiącymi prowadzić podróże międzygwiezdne. Początkowo byli normalnymi ludźmi, jednak ciągłe wystawianie się na olbrzymie ilości przyprawy powodowało nieodwracalne mutacje. Wyglądem nawigatorzy w niewielkim stopniu przypominali ludzi, byli zmuszeni do ciągłego przebywania w atmosferze gazu przyprawowego. Pod wpływem ogromnych ilości melanżu posiadali zdolność do wyznaczania kursu statku międzygwiezdnego bez pomocy maszyn, dzięki temu, że w ograniczonym stopniu potrafili przewidywać przyszłość. Ich słabością było zużywanie ogromnych ilości przyprawy.

### Bene Gesserit
Żeński zakon rozwijający ludzkie możliwości fizyczne i psychiczne do poziomu postrzeganego przez ludzi jako zdolności magiczne. Wyspecjalizowane w tym celu siostry zakonu często zatrudniano jako Prawdomówczynie, czyli osoby pełniące rolę swoistego wykrywacza kłamstw, którego nie sposób było oszukać. Oprócz umysłu Bene Gesserit trenowały też ciało – specjalny program treningowy pozwalał osiągnąć równowagę mięśni i nerwów – pełną kontrolę nad ciałem.

### Mentaci
Ludzkie komputery – ludzie specjalnie wytrenowani w celu przeprowadzania skomplikowanych obliczeń. Umysł mentata nastawiony był na pozyskiwanie ze świata jak największej ilości danych i przetwarzanie ich na drodze logicznego bądź heurystycznego wnioskowania. Używają soku safo lub niekiedy melanżu do rozszerzenia umiejętności umysłu.

### Bene Tleilax
Tleilaxanie to żyjący na odległej planecie mistrzowie zakazanych modyfikacji genetycznych, umieją np. wskrzeszać zmarłych. Jest to bardzo zamknięta kultura i obcy na próżno próbowali skopiować ich osiągnięcia.

### Ixianie
Ixianie pochodzący z planety Ix byli niezrównani w tworzeniu wszelkiej maści urządzeń technologicznych, mocno balansując czasami na granicy zakazu produkcji maszyn myślących (w myśl zakazu po Dżihadzie Butleriańskim).

## Arrakis
Arrakis, także Diuna lub Rakis, trzecia planeta gwiazdy Kanopus, jedyne źródło melanżu we Wszechświecie. Niemal w całości (poza rejonem bieguna północnego) pokryta pustynnym piaskiem. Mimo iż obszary pustynne były nieprzyjazne życiu, zamieszkiwali je Fremeni. W głębokiej pustyni można było znaleźć pola przyprawowe – połacie piasku bogatego w melanż. Jego wydobycie polegało na przerabianiu piasku przyprawowego przez olbrzymie maszyny – żniwiarki.

### Ekologia
Niezwykłość Diuny polegała nie tylko na obecności przyprawy. Na pustyni żyły olbrzymie czerwie pustyni (ang. worm – tłumaczone także jako piaskale), ogromne zwierzęta przypominające wyglądem kilkusetmetrową dżdżownicę. Rytmiczne wibracje wprowadzały te zwierzęta w szał, co czyniło wydobywanie przyprawy niezwykle niebezpiecznym.
Cykl powstawania przyprawy rozpoczynał się od piaskowego planktonu, nazywanego również piaskopływakami – maleńkich żyjątek rozsianych po całej pustyni, żywiących się przyprawą oraz pochłaniających wodę. Piaskopływaki przekształcały się następnie w małych stworzycieli – stworzenia o średnicy kilku centymetrów, których celem było znalezienie w piaskach Diuny jakichkolwiek śladów wilgoci. Takie kieszenie wodne były otaczane przez stworzycieli, które łączyły się ze sobą, tworząc wokół kieszeni skorupę. Rozpoczynała się reakcja, w trakcie której wewnątrz bąbla tworzyła się mieszanina masy przyprawowej i gazów. Proces kończył się eksplozją bąbla, rozrzucającą przyprawę po okolicy. W takiej eksplozji ginęły miliony stworzycieli, kilka z nich jednak przeżywało i w ciągu kilku lat wyrastały z nich małe czerwie. Czerwie przemierzały piaski pustyni, żywiąc się planktonem, rozprowadzając przyprawę po całej planecie i produkując tlen.

### Fremeni
Fremeni (Wolanie) – tubylcza ludność Diuny, ludzie mieszkający na tej planecie od wieków, przystosowani do niezwykle trudnych warunków pustynnej planety. Przeżycie na otwartej pustyni umożliwiały im specjalne kombinezony – filtrfraki, które odzyskiwały wodę z wydzielanych przez organizm płynów, przetwarzając je na wodę pitną. Fremen z dobrze dopasowanym filtrfrakiem tracił na pustyni nie więcej niż naparstek wody dziennie.
Fremeni, zahartowani trudnymi warunkami panującymi na planecie, byli znakomitymi wojownikami, bez trudu pokonywali Harkonnenów, a nawet sardaukarów Imperatora. Nie doceniano także ich liczebności, głównie ze względu na niechęć Fremenów do obcych oraz na fakt, że ich społeczności były dobrze ukryte w siczach (osadach fremeńskich). Mieli także tajne plany ekologicznej transformacji Diuny z pustynnej planety w planetę, na której woda przestałaby być dobrem luksusowym.

### Melanż
Postanowienia Butleriańskiego Dżihadu zakazały budowy urządzeń na podobieństwo ludzkiego umysłu. Postęp został wtedy skierowany na eksplorację ukrytych możliwości ludzkiego umysłu i ciała i ich rozwój do granic nieznanych naszej cywilizacji. Komputery zostały zastąpione ludzkimi odpowiednikami – mentatami. Mentaci używali soku z rośliny nazywającej się safo do rozszerzania umiejętności swojego umysłu. Często sięgano po środki umożliwiające rozszerzanie tych możliwości, a najczęściej wykorzystywanym i dającym największe możliwości był melanż (potocznie nazywany przyprawą).
Melanż to substancja niezwykle skomplikowana pod względem budowy chemicznej i jej oddziaływania na ludzki umysł. Przedłużała życie i umożliwiała poszerzanie granic ludzkiej świadomości, a w połączeniu z ćwiczeniami mentalnymi i fizycznymi pozwalała na rozwinięcie zdolności przewidywania przyszłości, jak również otwierała niekiedy dostęp do wspomnień przodków. To wszystko powodowało, że melanż był najbardziej pożądaną i najdroższą substancją we Wszechświecie i często walutą, zaś planeta Diuna (Arrakis) – jedyne miejsce pozyskiwania melanżu – centrum wydarzeń, które miały wstrząsnąć całym Wszechświatem.

## Historia

### Diuna
Arrakis, najważniejsza planeta we Wszechświecie, jedyna, na której znajdują się złoża melanżu – substancji umożliwiającej jasnowidztwo niezbędne do uniknięcia niebezpieczeństw ponadwymiarowych podróży kosmicznych, zostaje oddana w lenno rodowi Atrydów. Na planetę przybywają książę Leto Atryda, jego konkubina lady Jessika, syn Paul oraz ich armia. Wkrótce po przybyciu, ród Harkonnenów, wspomagany przez oddziały imperialne, dokonuje przewrotu. Lady Jessice i Paulowi udaje się uciec z pogromu. Uciekając, trafiają do siczy zamieszkiwanej przez Fremenów pod przywództwem Stilgara. „Bestia” Rabban Harkonnen eksploatuje Arrakis, stosując terror, budując powszechną wrogość Fremenów do nowych panów. Paul, pod wpływem Wody Życia (wydzieliny z utopionego czerwia), budzi w sobie moce prorocze, okazując się oczekiwanym elementem doboru naturalnego Bene Gesserit – Kwisatz Haderach. Przyjmując imię „Paul Muad'Dib” prowadzi Fremenów do walki z Harkonnenami. Po pokonaniu Harkonnenów i unieruchomieniu wojsk Imperatora Szaddama IV dochodzi do przejęcia władzy nad Arrakis przez ród Atrydów.

### Mesjasz Diuny
Po świętej wojnie, niosącej kult Muad'Diba w Galaktyce, zostaje on władcą absolutnym znanego Wszechświata. Rozpoczyna się globalny program transformacji ekologicznej Diuny, której celem jest przekształcenie pustynnej planety w kwitnący ogród. Zawiązuje się spisek poprzednich potęg w celu zniszczenia młodego władcy. W wyniku spisku Paul zostaje oślepiony i wybiera koniec Fremena czyli samotną wędrówkę na pustynię. Alia zostaje regentką imperium, w imieniu dzieci Paula 'Muad'Diba' Atrydy.

### Dzieci Diuny
Kult Alii 'Paskudztwa' urasta do niebotycznych rozmiarów. Pojawia się ślepy kaznodzieja, niosący kazania dla ludu, sprzeczne z religią propagowaną przez Alię. Alia, czując zagrożenie, organizuje spisek na dzieci Paula. Oboje jednak uciekają, ale Ganima wpada w ręce Alii. Podczas ucieczki młody Leto przybywa do Szulochu – mitycznego, a w rzeczywistości utajnionego ośrodka Fremenów. Leto – syn Paula, korzystając z wyjątkowych cech umysłu, decyduje się na symbiozę z 'maleńkimi stworzycielami' – organizmami będącymi zarodnikami czerwi pustyni. Symbioza zwielokrotnia jego siły i umożliwia – poprzez wielokrotne dewastacje – cofnięcie „programu ekologicznego Diuny”, którego celem było przemienienie pustynnej Arrakis w zieloną planetę, na której „pada woda z nieba”. Symbioza ma jednak ograniczenia – Leto staje się unikalnym organizmem – nieodwracalnym połączeniem człowieka i czerwia w jedno.

### Bóg Imperator Diuny
Leto II staje się Imperatorem – formą gigantycznego czerwia z fragmentem ludzkiego korpusu, tyranem, który podczas rozgrywania się zdarzeń przedstawionych w książce żyje już 3500 lat. Diuna uległa całkowitej transformacji ekologicznej, czerwie – źródło melanżu wyginęły, a całość imperium funkcjonuje dzięki olbrzymim zapasom melanżu zgromadzonych w tajnych miejscach przez Gildię i Imperatora. Fakt ograniczonych zapasów winduje ceny przyprawy do horrendalnych cen (mała walizka melanżu osiągała wartość planety), podróże kosmiczne stają się zakazane, jak wiele innych rzeczy.
Na Tyrana organizowane są mniej lub bardziej udane próby zamachów, w końcu jedna z nich się powodzi a Leto II spada do wody. Jego ciało rozpada się na piaskopływaki, z którymi żył w symbiozie, wiążąc wodę Arrakis, stopniowo zamieniając żyzną planetę z powrotem w pustynię.

### Heretycy Diuny
Arrakis, zwana Rakis znowu jest pustynną planetą, na której żyją czerwie pustyni, a w każdym z nich żyje cząstka dawnego Leto II Atrydy. Pojawia się dziewczynka Sheeana, mająca w żyłach krew Atrydów i mogąca im rozkazywać. Z przestrzeni powracają dawni wygnańcy – krwiożercze Czcigodne Macierze, siejące strach i zniszczenie. Planety po kolei poddają się lub zostają zniszczone przez Czcigodne Macierze. Taki los spotyka serce i pierwszą główną siedzibę Bene Gesserit – Wallach IX oraz Rakis.

### Diuna: Kapitularz
Melanż jako produkt jest praktycznie bezwartościowy – zastępuje go sztuczny melanż, umożliwiający podróże kosmiczne, wyprodukowany przez Tleilaxan. Czcigodne Macierze podbijają coraz więcej światów zakonu, a Bene Gesserit słabną. W końcu resztki zakonu chronią się na oddalonej planecie – pustynnym Kapitularzu. Wraz z nimi przybywa ostatnia nadzieja Bene Gesserit – ładunek piaskopływaków, w przyszłości mogących być źródłem melanżu, wywołującym przebudzenia osobowości i narkotyczne wizje członkiń zakonu. Przebywa tam także Murbella – pojmana Macierz. Murbella docenia znaczenie melanżu – zabijając Czcigodną Macierz przejmuje przewodnictwo nad wszystkimi Czcigodnymi Macierzami i kończy wojnę z Bene Gesserit. Ku radości zakonu, na Kapitularzu pojawiają się czerwie, będące źródłem upragnionego melanżu.

## Uniwersum Diuny w kulturze masowej
Tom pierwszy Kronik Diuny został w 1984 roku zekranizowany pod tytułem Diuna. Inna ekranizacja o tym samym tytule weszła na ekrany jesienią 2021 roku. W marcu 2024 pojawiła się część druga nowej ekranizacji pod tytułem Diuna: Część druga.  
Powstały także dwa miniseriale telewizyjne:
- w 2000 r. Diuna (3 odcinki)
- w 2003 r. Dzieci Diuny (3 odcinki)

na podstawie powieści stworzono też kilka gier komputerowych:
- Dune – przygodowa gra, w której gracz wciela się w rolę Paula Atrydy i ma za zadanie pokonanie panujących na planecie Harkonnenów;
- Dune II: Battle for Arrakis – jedna z pierwszych gier typu strategii czasu rzeczywistego (RTS);
- Dune 2000 – częściowy remake Dune II z lepszą grafiką i balansem jednostek, oparty na silniku gry Command & Conquer: Red Alert;
- Emperor: Battle for Dune – sequel Dune 2000, jedna z pierwszych gier RTS z grafiką 3D;
- Frank Herbert’s Dune – gra przygodowa.

W 1979 roku wydawnictwo Avalon Hill wydało grę planszową pt. „Dune”

## Kolejność ukazywania się książek Diuny[8]

### Kroniki Diuny
- Diuna (1985, org. Dune, 1965)
- Mesjasz Diuny (1992, org. Dune Messiah, 1969)
- Dzieci Diuny (1992, org. Children of Dune, 1976)
- Bóg Imperator Diuny (znana też jako Bóg Cesarz Diuny (1992), org. God Emperor of Dune, 1981)
- Heretycy Diuny (1993, org. Heretics of Dune, 1983)
- Diuna: Kapitularz (znana też pod tytułem Kapitularz Diuną (1993), org. Chapterhouse: Dune, 1985)

### Preludium Diuny
- Diuna. Ród Atrydów (2000, org. Dune: House Atrides, 1999)
- Diuna. Ród Harkonnenów (2003, org. Dune: House Harkonnen, 2000)
- Diuna. Ród Corrinów (2003, org. Dune: House Corrino, 2001)

### Legendy Diuny
- Diuna. Dżihad Butleriański (2008, org. Dune: The Butlerian Jihad, 2002)
- Diuna. Krucjata przeciw maszynom (2008, org. Dune: The Machine Crusade, 2003)
- Diuna. Bitwa pod Corrinem (2009, org. Dune: The Battle of Corrin, 2004)

### Diuna 7
- Łowcy Diuny (2010, org. Hunters of Dune, 2006)
- Czerwie Diuny (2010, org. Sandworms of Dune, 2007)

### Bohaterowie Diuny
- Paul z Diuny (2011, org. Paul of Dune, 2008)
- Wichry Diuny (2011, org. The Winds of Dune, 2009)
- Księżniczka Diuny (2024, org. The Princess of Dune, 2024)

### Wielkie Szkoły Diuny
- Zgromadzenie żeńskie z Diuny (2012, org. The Sisterhood of Dune, 2012)
- Mentaci Diuny (2014, org. Mentants od Dune, 2014)
- Nawigatorzy Diuny (2015, org. Navigators of Dune, 2016)

### Trylogia Kaladanu
- Diuna. Książę Kaladanu (2022, org. Dune: The Duke of Caladan, 2020)
- Diuna. Pani Kaladanu (2022, org. Dune: The Lady of Caladan, 2021)
- Diuna: Dziedzic Kaladanu (2023, org. Dune: The Heir of Caladan, 2022)

### Poboczne – zbiór opowiadań
- Droga do Diuny (2015, org. The Road to Dune, 2005)
- Piaski Diuny (2024, org. Sands of Dune, 2022)